# Homolophus arcticus
Homolophus arcticus is een hooiwagen uit de familie echte hooiwagens (Phalangiidae).